# Tipula (Microtipula) amoenicornis
Tipula (Microtipula) amoenicornis is een tweevleugelige uit de familie langpootmuggen (Tipulidae). De soort komt voor in het Neotropisch gebied.